# Helkama
 (mars 2014).
Si vous disposez d'ouvrages ou d'articles de référence ou si vous connaissez des sites web de qualité traitant du thème abordé ici, merci de compléter l'article en donnant les références utiles à sa vérifiabilité et en les liant à la section « Notes et références ».

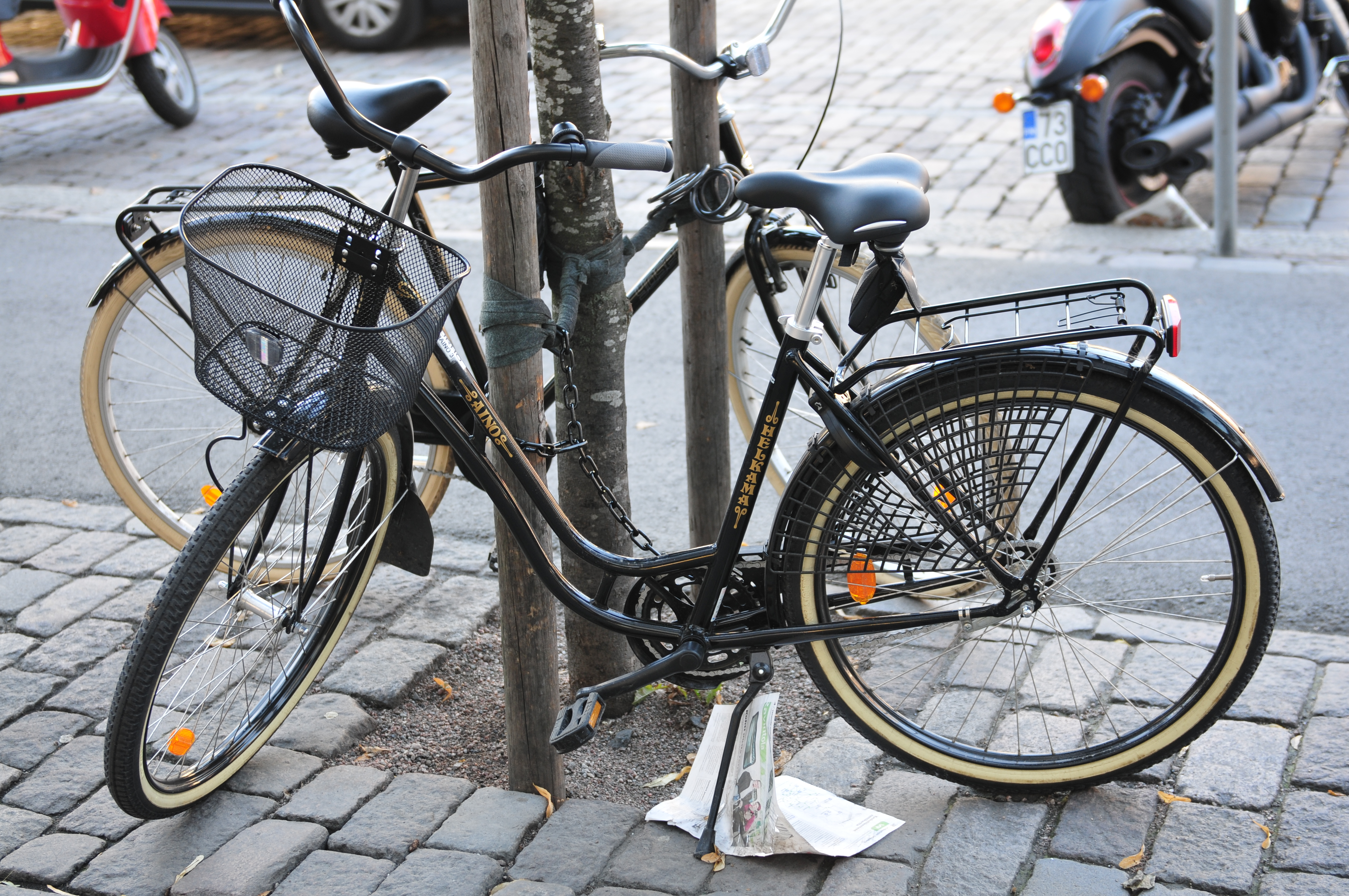
Bicyclettes Helkama.

Helkama Oy est une entreprise fondée en 1905 à Hanko en Finlande.

## Présentation
Helkama possede plusieurs marques et plusieurs filiales fabriquant des vélos ( (Helkama Velox), des câbles pour la navires et les communications (Helkama Bica), du matériel ménager et des réfrigérateurs (Helkama Forste), des accessoires ainsi que l'import des automobiles Škoda (Helkama-Auto), et de la maintenance auto (Uuttera Oy). Malgré cette variété d'activité, Helkama est principalement connue en tant que marque de vélo (notamment Jopo).
Jusqu'en 1990, Helkama a fabriqué des mobylettes qui étaient très populaires en Finlande. Le modèle le plus populaire était le Helkama Raisu.
Dans les années 2000, Helkama produit aussi des vélos électriques.

## Filiales
Les filiales du groupe Helkama sont:
| Nom                      | Activité                                                                            | Siège                                     | Réf.  |
| ------------------------ | ----------------------------------------------------------------------------------- | ----------------------------------------- | ----- |
| Helkama-Auto Oy          | Importation de voitures Škoda, pièces détachées et accessoires                      | Lautamiehentie 3 02770, Espoo             | [ 2 ] |
| Helkama Rent Oy          | Location de voiture Avis, Location de voiture Budget                                | Lautamiehentie 3, 02770 Espoo             | [ 3 ] |
| Helkama Velox Oy         | Fabrication, importation et vente au détail de vélos                                | Santalantie 22, 10960 Hanko pohjoinen     | [ 4 ] |
| Helkama Bica Oy          | Fabrication de câbles navals, industriels et de télécommunications                  | Lasitehtaankatu 12 10960, Hanko pohjoinen | [ 5 ] |
| Adwatec Oy               | Fabrication de systèmes de refroidissement par eau pour l'électronique de puissance | Artturintie 14 H, 36220 Kangasala         | [ 6 ] |
| Helkama-Kiinteistöt Oy   | Location de bureaux et d'espaces de réunion                                         | Lautamiehentie 3, 02770 Espoo             | [ 7 ] |
| Suomen Kodinkonetukku Oy | Importation et vente en gros d'électroménagers                                      | Paulaharjuntie 20, 90530 Oulu             | [ 8 ] |

## Sources
- (en) Cet article est partiellement ou en totalité issu de l’article de Wikipédia en anglais intitulé « Helkama » (voir la liste des auteurs).